# Bartholomäus Petermann
Bartholomäus Petermann war von 1589 bis 1606 Kreuzkantor in Dresden.
Über die Lebensumstände Petermanns ist nur wenig bekannt. Ob er mit dem früheren Kreuzkantor Andreas Petermann verwandt war, ist ungewiss. Nachdem er – laut einem Ratsprotokoll – seinen Unterrichtsverpflichtungen „unfleissig“ oder gar nicht nachgekommen war, wurde ihm während einer längeren Krankheit Christoph Lisberger als Aushilfe an die Seite gestellt und am 21. Mai 1606 zu seinem Nachfolger bestimmt.
Petermann komponierte 1598 eine Passion Secundum Lucam, möglicherweise stammt von ihm auch eine im Notenverzeichnis der Kreuzkirche ohne Bezeichnung des Komponisten aufgeführte Passion Secundum Johannem.
| Personendaten    | Personendaten           |
| ---------------- | ----------------------- |
| NAME             | Petermann, Bartholomäus |
| KURZBESCHREIBUNG | Kreuzkantor (1589–1606) |
| GEBURTSDATUM     | 16. Jahrhundert         |
| STERBEDATUM      | 17. Jahrhundert         |